# 茂市駅
茂市駅（もいちえき）は、岩手県宮古市茂市にある、東日本旅客鉄道（JR東日本）山田線の駅。
2014年（平成26年）3月31日までは、当駅から岩泉線が分岐していた。

## 歴史
- 1934年（昭和9年）11月6日：開業[新聞 1]。

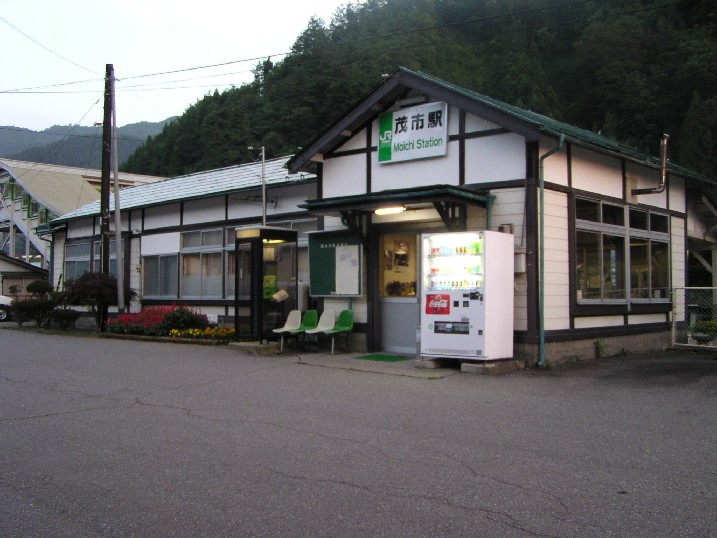
旧駅舎（2003年8月）

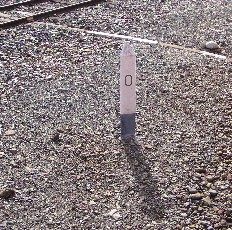
1番線の脇にある岩泉線0キロポスト

- 1942年（昭和17年）6月25日：小本線（のちの岩泉線）開業[2]。同線との乗換駅となる[2]。
- 1946年（昭和21年）11月26日：風水害により、山田線・小本線とも不通になる。
- 1949年（昭和24年）3月5日：山田線の蟇目駅までと小本線が復旧。
- 1953年（昭和28年）3月25日：山田線の腹帯駅までが復旧[2]。
- 1982年（昭和57年）11月15日：貨物の取り扱いを廃止[3]。
- 1984年（昭和59年）2月1日：荷物の扱いを廃止[3]。
- 1987年（昭和62年）4月1日：国鉄分割民営化に伴い、JR東日本の駅となる[2]。
- 2010年（平成22年）
  - 7月31日：災害により、岩泉線が不通となる。
  - 8月2日：代行バスによる運行を開始。
- 2014年（平成26年）4月1日：岩泉線が廃止[新聞 2][新聞 3]。
- 2018年（平成30年）
  - 3月25日：盛岡 - 宮古間の閉塞方式が連査閉塞式から特殊自動閉塞式に変更される。同時に1番線の使用が停止、2面3線から1面2線となる。
  - 4月22日：盛岡 - 宮古間のCTC化に伴い、終日無人化[報道 1][新聞 4][新聞 5]。宮古駅長の管理下となった。
- 2019年（平成31年）3月23日：宮古駅の三陸鉄道への移管に伴い、盛岡駅長の管理下に変更。
- 2021年（令和3年）2月下旬：新駅舎の供用を開始[報道 2]。
- 2024年（令和6年）10月1日：えきねっとQチケのサービスを開始[1][報道 3]。

## 駅構造
島式ホーム1面2線のホームを持つ列車交換可能な地上駅である。元々は駅舎に面した単式ホーム1面1線（1番線）も有し、岩泉線列車（同線廃止後は宮古駅 - 当駅間の区間系統）の発着に使用されていたが、特殊自動閉塞化による合理化で使用が停止され、当駅始発列車も3番線使用に変更された。跨線橋も閉鎖され、1番線跡地と2・3番線盛岡方に新たに設置された構内踏切により、駅舎とホームを連絡している。
CTC化までは直営駅（駅長配置）で、窓口があり、運転事務室が2・3番線ホーム上にあった。管理駅として、山田線の腹帯駅・蟇目駅を管理していた。現在は盛岡駅管理の無人駅である。
岩泉線の列車は、当務駅長からスタフを受け取り、1番線から発車していた。宮古方面 - 岩泉線直通列車は1番線を通り直通できるが、盛岡方面 - 岩泉線の直通列車（秘境駅号などの臨時列車）は当駅に盛岡方 - 岩泉方の渡り線がないため、到着番線に入線後、いったん列車のドアを閉めて宮古方のポイントの向こうに移動する転線作業が必要となる。そのため、これらの臨時列車の当駅での停車時間は約20分強と長かった。

### のりば
| 番線 | 路線    | 方向 | 行先     |
| ---- | ------- | ---- | -------- |
| 2    | ■山田線 | 下り | 宮古方面 |
| 3    | ■山田線 | 上り | 盛岡方面 |

- 3番線は宮古方向に出発信号機があり、折り返し運転が可能。

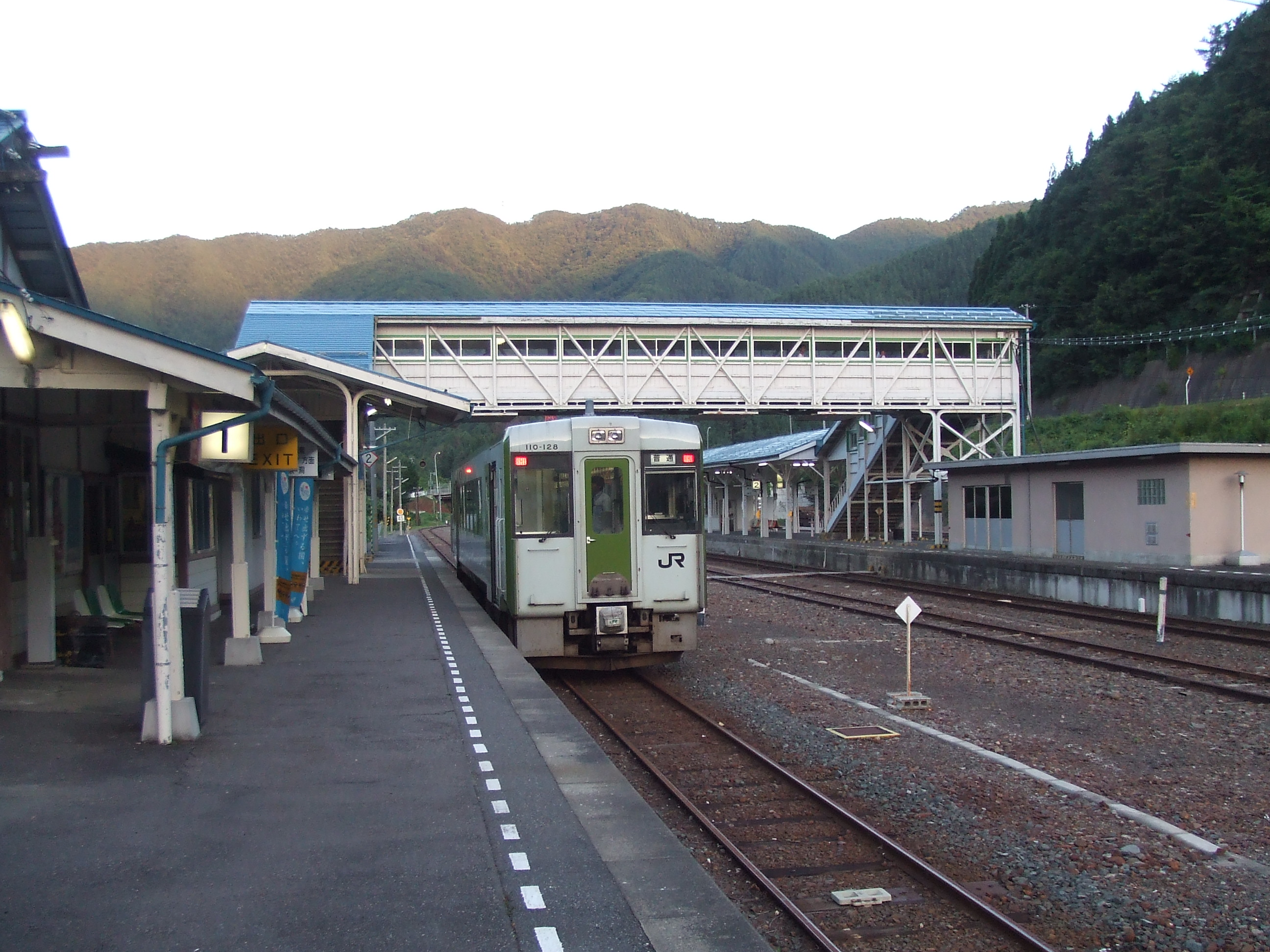
ホーム（2008年8月）
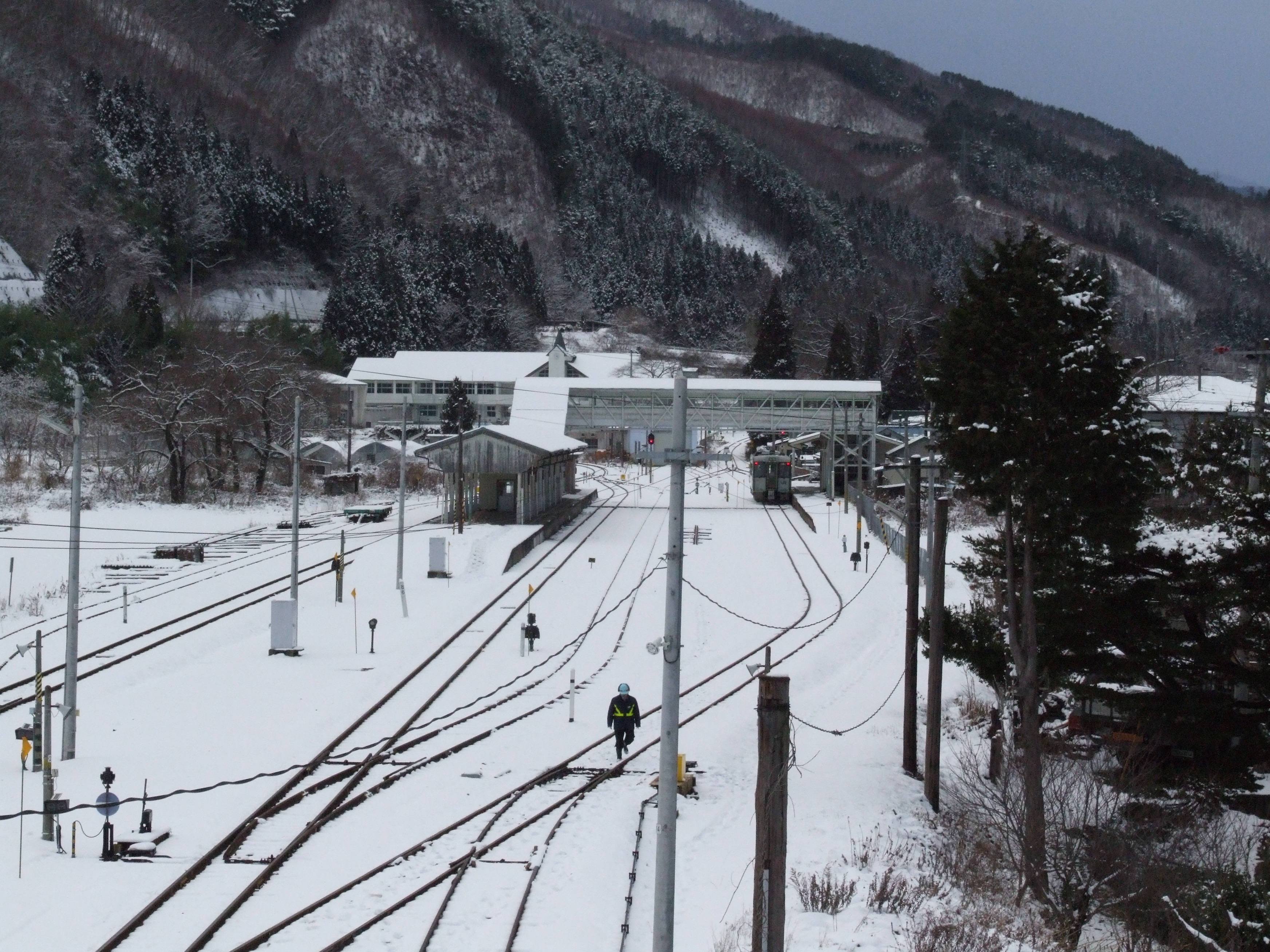
駅構内

## 利用状況
JR東日本によると、2000年度（平成12年度）- 2017年度（平成29年度）の1日平均乗車人員の推移は以下のとおりであった。
| 1日平均乗車人員推移 | 1日平均乗車人員推移 | 1日平均乗車人員推移 | 1日平均乗車人員推移 | 1日平均乗車人員推移 |
| 年度                | 定期外              | 定期                | 合計                | 出典                |
| ------------------- | ------------------- | ------------------- | ------------------- | ------------------- |
| 2000年（平成12年）  |                     |                     | 53                  | [ 利用客数 1 ]      |
| 2001年（平成13年）  |                     |                     | 47                  | [ 利用客数 2 ]      |
| 2002年（平成14年）  |                     |                     | 43                  | [ 利用客数 3 ]      |
| 2003年（平成15年）  |                     |                     | 38                  | [ 利用客数 4 ]      |
| 2004年（平成16年）  |                     |                     | 33                  | [ 利用客数 5 ]      |
| 2005年（平成17年）  |                     |                     | 27                  | [ 利用客数 6 ]      |
| 2006年（平成18年）  |                     |                     | 27                  | [ 利用客数 7 ]      |
| 2007年（平成19年）  |                     |                     | 33                  | [ 利用客数 8 ]      |
| 2008年（平成20年）  |                     |                     | 32                  | [ 利用客数 9 ]      |
| 2009年（平成21年）  |                     |                     | 32                  | [ 利用客数 10 ]     |
| 2010年（平成22年）  |                     |                     | 25                  | [ 利用客数 11 ]     |
| 2011年（平成23年）  |                     |                     | 28                  | [ 利用客数 12 ]     |
| 2012年（平成24年）  | 9                   | 23                  | 32                  | [ 利用客数 13 ]     |
| 2013年（平成25年）  | 9                   | 25                  | 35                  | [ 利用客数 14 ]     |
| 2014年（平成26年）  | 14                  | 41                  | 55                  | [ 利用客数 15 ]     |
| 2015年（平成27年）  | 12                  | 41                  | 53                  | [ 利用客数 16 ]     |
| 2016年（平成28年）  | 18                  | 31                  | 49                  | [ 利用客数 17 ]     |
| 2017年（平成29年）  | 9                   | 29                  | 38                  | [ 利用客数 18 ]     |

## 駅周辺
- 岩手県道115号茂市停車場線
- 国道106号
- 国道340号（茂市バイパス）
- 新里郵便局
- ふるさと物産センター
- 湯ったり館
- 東日本交通「茂市駅前」停留所（岩泉線廃止代替バス）
- 新里地域バス「茂市駅」停留所
- 岩手県北バス、川井地域バス「茂市」停留所

## 隣の駅
東日本旅客鉄道（JR東日本）
■山田線
□快速「リアス」
陸中川井駅 - 茂市駅 - 千徳駅
■普通
腹帯駅 - 茂市駅 - 蟇目駅

### かつて存在した路線
■岩泉線
茂市駅 - 岩手刈屋駅

### 記事本文

#### 報道発表資料
1. ↑  「山田線における安全安定輸送に向けた取り組みについて (PDF)」（プレスリリース）、東日本旅客鉄道盛岡支社、2018年2月22日。2018年2月22日時点のオリジナル (PDF)よりアーカイブ。2018年4月21日閲覧。
2. ↑  「山田線 茂市駅・区界駅・川内駅の駅舎が新しくなります (PDF)」（プレスリリース）、東日本旅客鉄道盛岡支社、2020年8月28日。2020年8月28日時点のオリジナル (PDF)よりアーカイブ。2020年8月28日閲覧。
3. ↑  「Suicaエリア外もチケットレスで! 東北エリアから「えきねっとQチケ」がはじまります (PDF)」（プレスリリース）、東日本旅客鉄道、2024年7月11日。2024年8月11日閲覧。

#### 新聞記事
1. 1 2 3 4  田中功一「茂市駅:80年 「さんさ」でお祝い」『毎日新聞』毎日新聞社、2014年9月7日。
2. 1 2 3 4  鬼山親芳「宮古・茂市駅長:福士さん、42年の鉄道員生活に幕 開業80年イベント託し」『毎日新聞』毎日新聞社、2014年6月29日。
3. ↑  「岩泉線きょう廃止届 押角トンネルなど無償譲渡」『読売新聞』2013年11月8日。オリジナルの2013年11月12日時点におけるアーカイブ。2020年8月28日閲覧。
4. ↑  「JR山田線4駅、無人化検討 運行管理効率化へ」『岩手日報』2018年2月23日。オリジナルの2018年4月21日時点におけるアーカイブ。2018年4月21日閲覧。
5. ↑  「最終列車見送る駅長 きょうから5駅で無人化」『毎日新聞』2018年4月22日。2018年4月22日閲覧。

### 利用状況
1. ↑  「JR東日本：各駅の乗車人員（2000年度）」東日本旅客鉄道。2025年7月12日閲覧。
2. ↑  「JR東日本：各駅の乗車人員（2001年度）」東日本旅客鉄道。2025年7月12日閲覧。
3. ↑  「JR東日本：各駅の乗車人員（2002年度）」東日本旅客鉄道。2025年7月12日閲覧。
4. ↑  「JR東日本：各駅の乗車人員（2003年度）」東日本旅客鉄道。2025年7月12日閲覧。
5. ↑  「JR東日本：各駅の乗車人員（2004年度）」東日本旅客鉄道。2025年7月12日閲覧。
6. ↑  「JR東日本：各駅の乗車人員（2005年度）」東日本旅客鉄道。2025年7月12日閲覧。
7. ↑  「JR東日本：各駅の乗車人員（2006年度）」東日本旅客鉄道。2025年7月12日閲覧。
8. ↑  「JR東日本：各駅の乗車人員（2007年度）」東日本旅客鉄道。2025年7月12日閲覧。
9. ↑  「JR東日本：各駅の乗車人員（2008年度）」東日本旅客鉄道。2025年7月12日閲覧。
10. ↑  「JR東日本：各駅の乗車人員（2009年度）」東日本旅客鉄道。2025年7月12日閲覧。
11. ↑  「JR東日本：各駅の乗車人員（2010年度）」東日本旅客鉄道。2025年7月12日閲覧。
12. ↑  「JR東日本：各駅の乗車人員（2011年度）」東日本旅客鉄道。2025年7月12日閲覧。
13. ↑  「JR東日本：各駅の乗車人員（2012年度）」東日本旅客鉄道。2025年7月12日閲覧。
14. ↑  「各駅の乗車人員 2013年度 ベスト100以外（9）：JR東日本」東日本旅客鉄道。2025年7月12日閲覧。
15. ↑  「各駅の乗車人員 2014年度 ベスト100以外（9）：JR東日本」東日本旅客鉄道。2025年7月12日閲覧。
16. ↑  「各駅の乗車人員 2015年度 ベスト100以外（9）：JR東日本」東日本旅客鉄道。2025年7月12日閲覧。
17. ↑  「各駅の乗車人員 2016年度 ベスト100以外（9）：JR東日本」東日本旅客鉄道。2025年7月12日閲覧。
18. ↑  「各駅の乗車人員 2017年度 ベスト100以外（9）：JR東日本」東日本旅客鉄道。2025年7月12日閲覧。